# Walter Matthews (anglicaans priester)

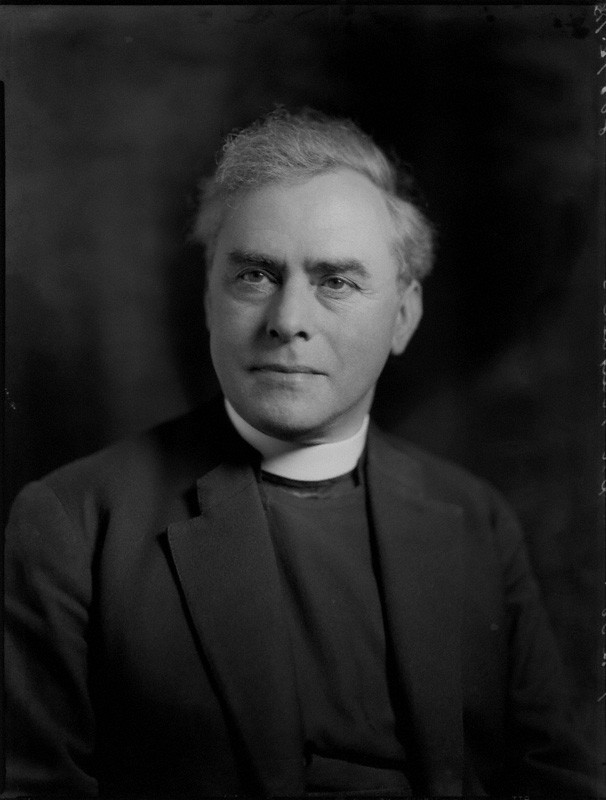
Walter R Matthews (1881-1973)

Walter Robert Matthews (Camberwell, Londen, 22 september 1881 - Londen, 4 december 1973), was een Engels theoloog, filosoof en anglicaans priester.

## Biografie
Hij was de zoon van een bankier en studeerde aan King's College London (B.D., 1907).pp. 69, 71 In 1907 werd hij tot ([anglicaans) diaken- en in 1908 tot priester gewijd. Na zijn opleiding was hij parochievicaris (curate) van de Kerk St. Mary's Abbot's, Kensington en was daarnaast universitair docent filosofie aan King's College, waar hij opviel door de modernistische standpunten die hij innam.p. 71 Sinds 1918 was hij hoogleraar in de filosofie aan King's College en deken van de universiteit.p. 72 Hij was van 1923 tot 1931 Honorary Chaplain to the King (ere-predikant verbonden aan het huishouden van de koning).
Matthews was van 1931 tot 1934 deken van de Kathedraal van Exeter. In 1934 volgde hij William Inge op als deken van St Paul's Cathedral (Londen); hij bekleedde deze post tot 1967.p. 75 Dezelfde Inge volgde hij ook op als voorzitter van The Modern Churchmen's Union, de organisatie van liberale anglicanen. Tijdens de Tweede Wereldoorlog raakte St Paul's Cathedral beschadigd. In 1946 verscheen van zijn hand St. Paul's Cathedral in War Time.p. 75
Als filosoof was hij in de eerste plaats godsdienstfilosoof. Hij ging niet mee in de kritiek dat filosofie en godsdienst van elkaar moesten worden gescheiden.pp. 78vv
Theologisch gezien, behoorde hij tot de rechtervleugel van de vrijzinnigheid.p. 107 Hij stemde in met een aantal belangrijke christelijke dogma's, zoals de Drie-eenheid en de incarnatiep. 72; hij stond evenwel kritisch ten opzichte van de Latijnse verzoeningsleer van plaatsvervangend straflijden, niet zozeer omdat het daarmee gepaarde begrippenkader onjuist zou zijn, maar omdat het te weinig zegt over de betekenis van het lijden en sterven van Jezus Christus.p. 68 Hij benadrukt het belang van de incarnatie én de kruisdood van Jezus als onderdeel van het verzoeningsgebeuren, i.p.v. een eenzijdig de nadruk leggen op een van de twee: beiden (menswording en kruis) vullen elkaar aan.pp. 60, 68 Hij was overtuigd van de mogelijkheid het oude geloof op een moderne, soms ook nieuwe manier uit te leggen, zonder dat daarbij afbreuk zou worden gedaan aan de overgeleverde dogma's en omarmde zelfs de benaming "Orthodox Modernist" die hem door anderen was gegeven.
Hij overleed op 4 december 1973 in Londen.

## Persoonlijk
Walter Matthews was getrouwd met Margaret Bryan. Het echtpaar had vier kinderen. Hun oudste kind, onderluitenant Michael Matthews kwam om het leven bij het zinken van de HMS Greyhound voor de kust van Duinkerke (28 mei 1940).pp. 71–72
Matthews was een tegenstander van pacifisme en stond zowel in de Eerste als de Tweede Wereldoorlog achter de Britse oorlogsdoelen.p. 72p. 68 Hij noemde in een toespraak op 2 juni 1940 Operatie Dynamo, waarbij Britse en deels Franse militairen werden geëvacueerd van het strand van Duinkerke, "The miracle of Dunkirk".
In 1954 leidde hij de uitvaartdienst van William Inge in St. Paul's Cathedral.

## Onderscheidingen
- Ridder Koninklijke Orde van Victoria KCVO (1935)[2]p. 77
- Orde van de Eregezellen (Verenigd Koninkrijk) CH (1962)[2]p. 77

## Werken (selectie)
- Three Sermons on Human Nature and a Dissertation upon the Nature of Virtue (1914)
- King's College Lectures on Immortality (bijdrage) (1920)
- Studies in Christian Philosophy: Being the Boyle Lectures (1920)
- God and Evolution (1926)
- The Purpose of God (1935)
- Christ (1939)
- The Foundations of Peace (1942)
- Strangers and Pilgrims (1945)
- Some Christian Words (1956)
- Memories and Meanings (1969)
- The Year Through Christian Eyes (1970)